# 星盤棋

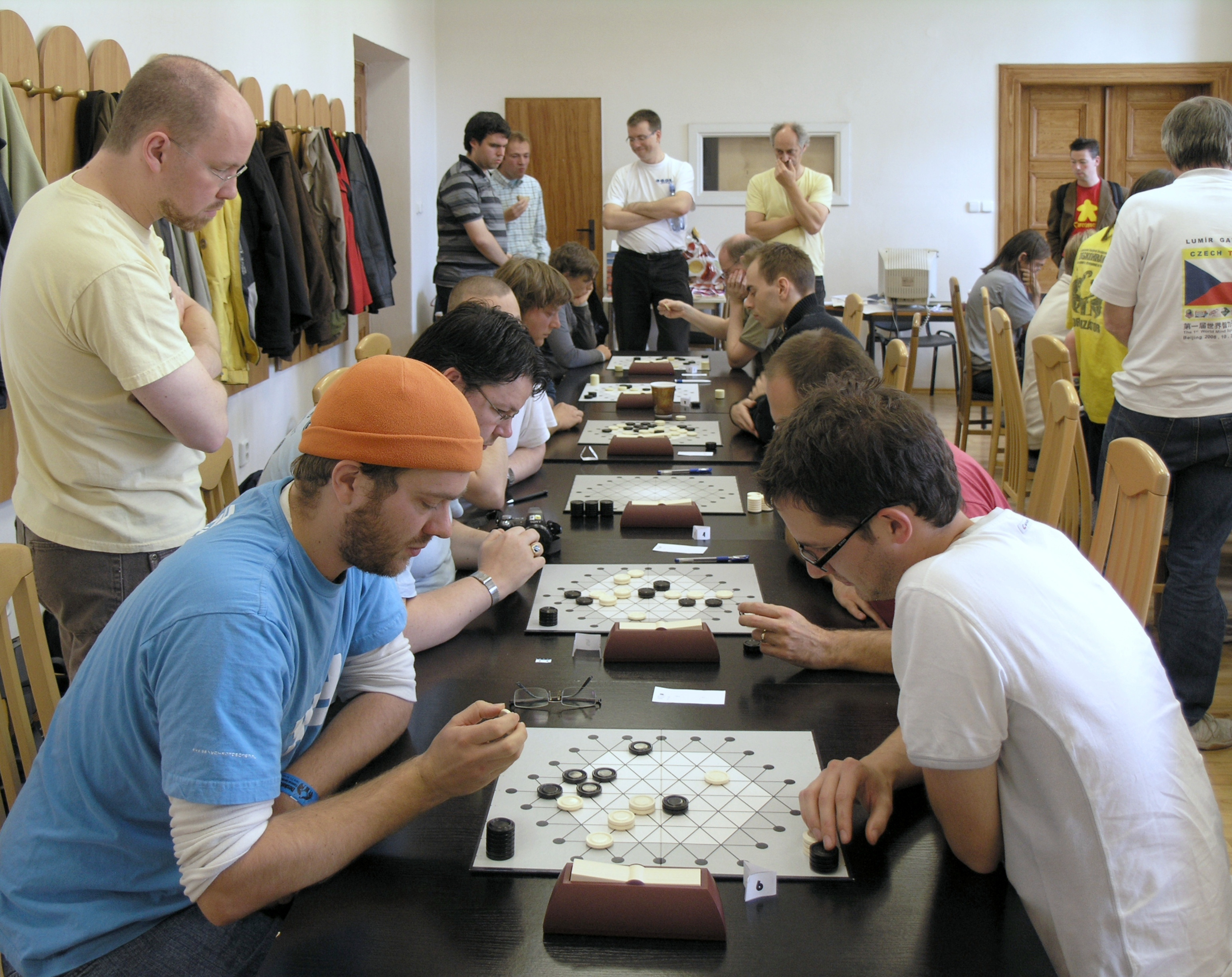
星盤棋對弈中

星盤棋（GIPF）是比利時抽象策略遊戲設計師Kris Burm於1997年推出的棋類，遊戲方式融合角力棋。
此棋是Kris Burm的星盤眾棋計畫六棋之首，主題為『推』。

## 棋具
- 六角形棋盤，每邊四棋點，共三十七個棋位。
  - 棋盤邊緣有二十四個黑點，只能棋子推入用的起始點，不能有棋子逗留或從棋盤內擠入。

- 雙方各有十八枚基本棋子，成圓片狀，以黑白色區分敵我。

## 規則

### 基本規則
- 雙方各只有用十五枚基本棋。起始布置雙方各有三子環狀交錯放在六頂角上。雙方的基本棋子則各剩下十二枚，放在玩家旁作為棋庫。

- 每回合玩家從棋庫取一己子，將之從棋盤外黑點推入一棋格。該行方向緊密的棋子也會隨此動作一起移動一棋格。要是該行已充滿棋子，則無法推入。

- 當己方棋子有四枚以上緊密連線，則取走該線上面所有緊連的棋子，直到空棋點。若是取到敵子，則移出遊戲，對方便無法使用；若是己子則放回棋庫。
  - 若造成兩行皆四子以上連線，則先取走一連線。若另一連線仍然完整，再取走。
  - 若造成對方有四子以上連線，則對方也需取走。

- 當無棋子可再放入時，則輸掉遊戲。

### 進階規則
- 雙方各有十八枚基本棋，先各把六枚己棋兩兩重疊合成，稱作星盤疊子（Gipf），共三枚。雙方的基本棋子則各剩下十二枚。起始布置為各方改放三枚星盤疊子交叉放在六角上。

- 星盤疊子也視為連線的棋子數之一。連線時可選擇不取走自己或敵方的星盤疊子，留在原地。

- 回收到棋庫的星盤疊子，恢復成兩枚基本棋子，無法再合成星盤疊子。

- 當己方的星盤疊子都不在棋盤時也輸掉此遊戲。其餘規則照基本玩法[1]。

### 競賽規則
- 雙方各有十八枚基本棋。初始布置無任何棋子，玩家的第一著必須先放推入星盤疊子。

- 第一著後，接下來每回合玩家推入棋子時，可改把兩枚己棋重疊合成星盤疊子推入。盤上的星盤疊子量無限制。但該玩家若推入基本棋後，他就不可再合成星盤疊子。

- 其餘同進階規則。

## 外部連結
- 規則介紹 （页面存档备份，存于）
- 遊戲下載 （页面存档备份，存于）
- 星盤棋論文